# پرکاری تیروئید
پرکاری تیروئید (هیپرتیروئیدیسم) (به انگلیسی: Hyperthyroidism) که هایپرتیروئیدی هم نامیده می‌شود، نوعی بیماری غدّهٔ تیروئید است که در آن تیروئید بیش از مقدار طبیعی، هورمون ترشّح می‌کند.
هورمون‌های مترشحه از غدّهٔ تیروئید T4 (تیروکسین) و T3 (تری‌یدوتیرونین) هستند که توسط TSH (هورمون محرکه تیروئید) تنظیم می‌شوند.
در پرکاری تیروئید علائمی از جمله تپش تند قلب، کاهش وزن، تعریق، عدم تحمّل گرما، لرزش و بیقراری نمایان می‌شود. از جمله بیماری‌هایی که موجب پرکاری تیروئید می‌شوند بیماری گریوز یا بیماری بازدو است.
تشخیص با اندازه‌گیری سطح خونی T4 و T3 صورت می‌گیرد و در موارد خاص از طریق تست ید رادیواکتیو. هم‌چنین اغلب به‌دلیل بازخورد منفی T4 و T3 بر TSH افزایش آن دو باعث کاهش دیگری می‌شود و بر عکس.
پرکاری تیروئید یک بیماری مزمن است و درمان آن نیز زمانبر و معمولاً مادام العمر است. اما حالت حاد آن طوفان تیروئیدی نام دارد که اگر مقیاس بورچ-وارتفسکی بیش از ۴۵ شود، احتمال کما و مرگ نیز هست.

## تشخیص و علائم
بیماری علائم مختلفی دارد البته امکان دارد بیمار در آزمایش‌های بالینی همه علائم را نشان ندهد
1. افزایش تعداد ضربان قلب به دنبال انجام کارهای معمول
2. افزایش خفیف فشار خون
3. تحریک پذیر بودن و بی‌قراری و تحریک پذیری شدید
4. افزایش تعریق و حساس شدن به گرما
5. ضعف عضلات به خصوص در ناحیه شانه، لگن و ران‌ها
6. لرزش و تنش‌های غیرارادی ترمور (خصوصاً در دستان و انگشتان)
7. کاهش وزن برغم اشتهای خوب
8. شدت ریزش مو
9. جدا شدن ناخن
10. تورم نوک انگشتان (چماقی شدن)
11. گود افتادن چشم‌ها
12. تغییر در ضخامت پوست
13. افزایش حرکات دستگاه گوارش
14. گواتر یا بزرگی تیروئید
15. کاهش تعداد دفعات قاعدگی یا کاهش حجم خونریزی
16. بزرگ شدن پستان در آقایان
17. ضخیم شدن پوست در جلوی استخوان ساق پا
18. برجسته شدن چشم‌ها

بیشتر این علائم با درمان پرکاری تیروئید طبیعی می‌شوند و سایر نشانه‌ها به درمان جداگانه نیاز دارند.

## آزمایش‌های تشخیصی برای پرکاری تیروئید
۱. تاریخچه بیماری و معاینه بالینی برهمه مقدم است.
۲. اندازه‌گیری هورمون تیروئید، تیروتروپین و آنتی‌بادی‌های تحریک‌کننده تیروئید موجود در خون برای تأیید تشخیص بکار می‌رود برای نمونه TSH - T4 – T3 – FTI –T3 – T3Uptake ; آزمایش FTI اطلاعات دقیق تری در زمانی که بیمار در حال استفاده از داروهای ضد تیروئیدی است به پزشک می‌دهد.
1. ارزیابی ساختمان و عملکرد غده تیروئید با استفاده از تجویز مقدار کم ید رادیواکتیو.
2. اندازه‌گیری تیروتروپین یا هورمون تحریک‌کننده تیروئید (TSH) که از هیپوفیز ترشح می‌شود و کنترل‌کننده کار تیروئید است. در پرکاری تیروئید مقدار این هورمون در خون به شدت کم می‌شود.

بهتر است که آزمایش‌ها خونی هر ماه یک بار تکرار شود و در صورتی که در حال کنترل بودن بیماری با دارو تشخیص داده شد هر ۳ ماه یک بار تکرار شود.

## رابطه با گواتر
گواتر آن‌طور که عموم مردم تصور می‌کنند به معنی کم‌کاری تیروئید نیست، بلکه تنها معنی بزرگ‌شدن غده تیروئید را می‌دهد. گواتر از نظر شکلی به دو نوع منتشر و ندولر تقسیم می‌شود، در نوع منتشر تمام غده تیروئید به میزان تقریباً یکسان رشد می‌کند و بزرگ می‌شود، درحالی‌که در نوع ندولر، تیروئید هم در نگاه و هم در لمس توسط پزشک به صورت غده، غده درمی‌آید.
از نظر کارکرد، گواتر به سه نوع کم‌کار، پرکار و ساده تقسیم می‌شود:
در نوع اول؛ یعنی گواتر کم‌کار، غده تیروئید هم بزرگ شده‌است، هم به میزان کافی هورمون تولید نمی‌کند.
در نوع دوم، تیروئید هم بزرگ است و هم بیشتر از نیاز طبیعی بدن هورمون تولید می‌کند که به آن پرکاری تیروئید می‌گویند.
در نوع سوم گواتر، که به آن گواتر ساده می‌گویند و نسبت به دو نوع دیگر شیوع بیشتری دارد، اگرچه تیروئید بزرگ است، ولی چون میزان تولید هورمون در حد طبیعی نگه‌داشته‌شده‌است و از نظر بالینی، هیچ علامتی برای فرد ایجاد نمی‌کند، به آن گواتر ساده می‌گویند.

## درمان
هدف از درمان طبیعی کردن سطح هورمون‌های تیروئید است. در بیمارانی که علت پرکاری تیروئید مصرف زیاد هورمون است باید دوز دارو تنظیم شود. در کسانی که علت بیماری التهاب تیروئید است چون بیماری خود محدود شونده است نیاز به درمان اضافه ندارد. در مواردی که علت پرکاری تیروئید بیماری گریوز یا گواتر مولتی ندولر یا گواتر گره‌ای منفرد سمی باشد درمان شامل یکی از موارد زیر است:
۱. داروهای ضد تیروئید خوراکی شامل متی مازول و پروپیل تیواوراسیل که برای بیماران با بیماری گریوز به مدت طولانی و برای علل دیگر پرکاری تیروئید به مدت کوتاه مورد استفاده قرار می‌گیرد. بامقدار مناسب دارو کنترل پرکاری تیروئید در عرض چند هفته میسر است. این داروها عوارض جانبی نیز دارند از جمله بثورات پوستی، خارش، تب و به ندرت التهاب کبد یا کاهش گلبول‌های سفید خون. بیماران باید جهت شناخت این عوارض آموزش داده شوند و اگر دچار زردی پوست و کهیر یا خارش شدید، تب بالا یا گلو درد شدید شدند، باید از داروها را قطع نموده به پزشک خود مراجعه کنند.
با قطع داروی ضد تیروئید احتمال برگشت پرکاری تیروئید وجود دارد همچنین به دلیل آنکه متی مازول تعداد گلبول‌های سفید خون را کاهش می‌دهد و MCV , MCH خون را تحت تأثیر قرار داده و امکان ساپرس مغز استخوان وجود دارد باید از مکمل‌های کلسیم و ویتامین D، گروه B به خصوص B12 را در طول درمان دریافت کند (رژیم غذایی در پرکاری تیروئید) به همین منظور در موارد مصرف متی مازول باید CBC بیمار نیز باید ماهانه تحت بررسی قرار گیرد.
۲. ید رادیو اکتیو باعث از کار افتادن گواتر یا کوچک شدن گره‌های سمی که تولیدکننده هورمون تیروئید هستند، می‌گردد. این درمان بدون خطر است و در بالغین با پرکاری تیروئید به‌طور گسترده استفاده می‌شود. اشعه تولید شده توسط این مقدار ید باعث تخریب سلول‌های تیروئید می‌شود، ولی به علت آنکه غلظت آن در تیروئید بیش از نقاط دیگر است، اشعه به سایر نقاط بدن آسیب نمی‌رساند.
ید رادیو اکتیو به‌طور خوراکی به بیمار سر پایی تجویز می‌شود. با اینکه مقدار زیادی از فعالیت ماده رادیو اکتیو ظرف مدت چند روز از بدن خارج می‌شود، اثرات آن روی غده تیروئید ممکن است ظرف یک تا سه ماه طول بکشد. عارضه جانبی این درمان کم‌کاری تیروئید است. مدارکی وجود ندارد که این درمان باعث ایجاد سرطان در تیروئید یا دیگر قسمت‌های بدن شود. در زنان ایجاد نازائی نمی‌کند. امروزه در بسیاری از مراکز دنیا تجویز ید رادیو اکتیو برای درمان پرکاری تیروئید در نوجوانان نیز استفاده می‌شود.
در پرکاری تیروئید در صورتی که بیمار به داروها پاسخ داده باید حدود ۲ سال تحت درمان دارویی قرار گرفته باشد که در صورت تشخیص غیر کنترل بودن بیماری درمان با ید رادیواکتیو تجویز شده و در مواردی که غده بیش از اندازه بزرگ شده باید باید جراحی شود.
۳. جراحی تیروئید یک درمان دائمی دیگر بر ای پرکاری تیروئید است. امروزه این درمان کمتر توصیه می‌شود زیرا نیاز به بستری شدن در بیمارستان دارد و ایجاد مشکلات پس از جراحی از جمله ایجاد بدشکلی در گردن می‌شود. بعلاوه در موارد نادری ممکن است باعث صدمه به ساختمان‌های نزدیک به تیروئید در گردن شود. عارضه دیگر کم‌کاری تیروئید است که این عارضه به راحتی با قرص لووتیروکسین که عارضه جانبی ندارد برای تمام عمر قابل کنترل است.
در صورتی که گواتر بیمار بزرگ نباشد جراحی و برداشتن غده تیروئید لازم نیست و با ید رادیواکتیو می‌توان فعالیت غده را غیرفعال کرد.
۴. داروهایی مانند پروپرانولول برای تسکین علائم پرکاری تیروئید به کار می‌رود تا سایر درمان‌ها اثر خود را بگذارند.
۵. در مواردی که خاص است بیمار ممکن است دچار بیماری‌ها روانی شده باشد که پزشک معالج می‌تواند با طرح ۶۰ سؤال عمق بیماری را تشخیص داده و برای درمان تخصصی به روان‌پزشک ارجاع دهد.
۶. در مواردی پرکاری تیروئید ناشی از ندول‌های سمی در تیروئید است در اینصورت و در صورتی که بافت پارانشیم تیروئید درگیر در پرکاری تیروئید نباشد می‌توان با درمان ندول سمی به درمان پرکاری تیروئید پرداخت. روش‌های امروزی مانند آر اف تیروئید می‌تواند به درمان تیروئید منجر شود.

## رژیم غذایی در پرکاری تیروئید
۱- از آنجا که میزان انرژی مورد نیاز در این شرایط ۶۰–۵۰ درصد افزایش می‌یابد، بیماران باید از رژیم پرکالری (حدود ۴۰ کیلوکالری به ازای هر کیلوگرم وزن بدن) استفاده نمایند. بهتر است بیماران تعداد وعده‌های غذایی را افزایش دهند و در مقابل، از حجم هر وعده مقداری کم کنند.
۲- دریافت پروتئین نیز باید بین ۷۵/۱ ۱ گرم به ازای هر کیلوگرم وزن بدن افزایش یابد. گنجاندن تخم‌مرغ، گوشت قرمز، گوشت ماکیان و ترکیب غلات و حبوبات در رژیم غذایی برای تأمین نیاز پروتئینی توصیه می‌شود. در صورت تخلیهٔ ذخایر پروتئینی بدن، استفاده از مکمل‌های پروتئینی به‌ویژه قبل و بعد از عمل جراحی زیر نظر متخصص تغذیه، می‌تواند مفید باشد.
۳- با توجه به افزایش نیاز به ویتامین‌ها، استفاده از مکمل ویتامین C، ویتامین B کمپلکس خصوصاً ویتامین‌های B1، B2 و B12 همراه رژیم غذایی بسیار مفید است. به‌طور کلی استفاده از مولتی‌ویتامین و مولتی‌مینرال توصیه می‌شود. منابع غذایی ویتامین‌های فوق که باید در رژیم غذایی این بیماران گنجانده‌شود عبارت اند از: انبه، مرکبات، کیوی، شیر و فراورده‌های آن، سبزیجات سبزرنگ، جوانهٔ حبوبات و ماهی.
به نظر می‌آید مقادیر زیاد ویتامین A باعث مهار عملکرد غدهٔ تیروئید و بهبود علائم بیماری گریو می‌شود. مکمل ویتامین C نیز برای بهبود علائم و شرایط متابولیکی مفید است. اثر دریافت غیرضروری ویتامین‌ها در بدن مانند اثر دارو، خواهدبود و می‌تواند اثرات جانبی متعددی بر سلامت فرد داشته‌باشد.
1. از مصرف زیاد ید پرهیز شود. لازم است ذکر شود از آن‌جا که بعضی از مکمل‌های ویتامینی و مواد معدنی، دارای مقادیری ید نیز هستند، مبتلایان به پرکاری تیروئید، باید از مصرف این قبیل مکمل‌ها و هرگونه مکمل ید پرهیز کنند. در ضمن از مصرف برخی غذاهای دریایی، علف‌ها و جلبک‌های دریایی هم که غنی از ید هستند، باید اجتناب نمایند.
2. مصرف کلیهٔ غذاها و نوشیدنی‌های تحریک‌کننده مانند شکلات، نوشیدنی‌های کافئین‌دار (مانند چای، قهوه، کولا) و کشیدن سیگار در این بیماران، باید محدود شود.
3. از گواتروژنهای طبیعی استفاده شود. منظور از گواتروژن‌ها ترکیباتی هستند که باعث کاهش عملکرد غدهٔ تیروئید می‌شوند؛ بنابراین استفاده از آن‌ها به هنگام پرکاری تیروئید مؤثر خواهدبود. منابع عمدهٔ گواتروژن‌ها عبارتند از: سبزیجات خانوادهٔ کلم (از قبیل کلم، گل کلم، کلم قمری، کلم بروکلی و بروکسل)، اسفناج، شلغم، گلابی، هلو، بادام‌زمینی و سویا. جالب است بدانید ترکیبات گواتروژن به دنبال حرارت ازبین‌می‌روند.

نسبت به دریافت توأم گواتروژن‌های طبیعی با داروهای ضد تیروئید باید کاملاً احتیاط نمود، زیرا این ترکیبات می‌توانند باعث افزایش عوارض جانبی داروها شوند. البته همان‌طور که اشاره شد پخت مواد غذایی فوق می‌تواند این اثرات را کاهش‌دهد.
سایر سبزیجات مفید در هیپرتیروئیدیسم عبارتند از: هویج، کرفس، فلفل سبز، جعفری، تره‌آبی، زردآلو، سیب، زغال‌اخته، گریپ‌فورت و آناناس.
با توجه به این که سوخت‌وساز کلسیم در مبتلایان به بیماری گریو تغییر می‌کند این افراد بیشتر، در معرض پوکی استخوان (استئوپروز) قراردارند؛ بنابراین مصرف مکمل کلسیم زیر نظر متخصص می‌تواند مفید باشد.
در شرایطی که فرد مشکل کلیوی یا قلبی خاصی نداشته‌باشد، مصرف روزانهٔ ۴–۳ لیتر آب در روز توصیه می‌شود. در بعضی از بیماران مبتلا به اگزوفتالمی نیز شاید مجبور به محدودکردن مقدار مایعات و نمک دریافتی باشیم.

## نگارخانه

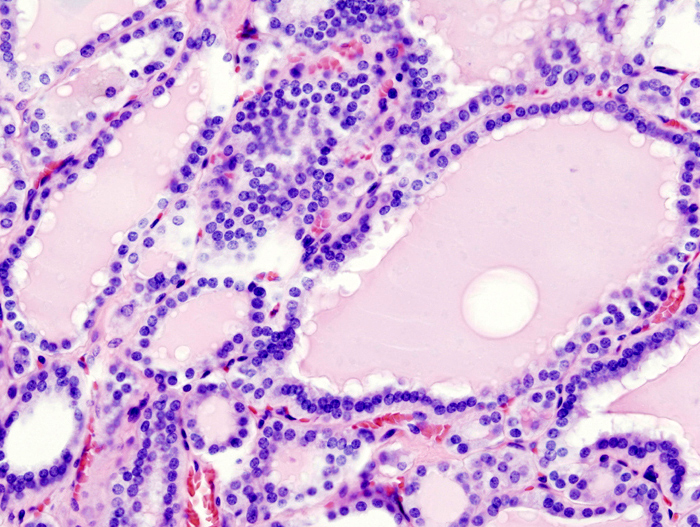
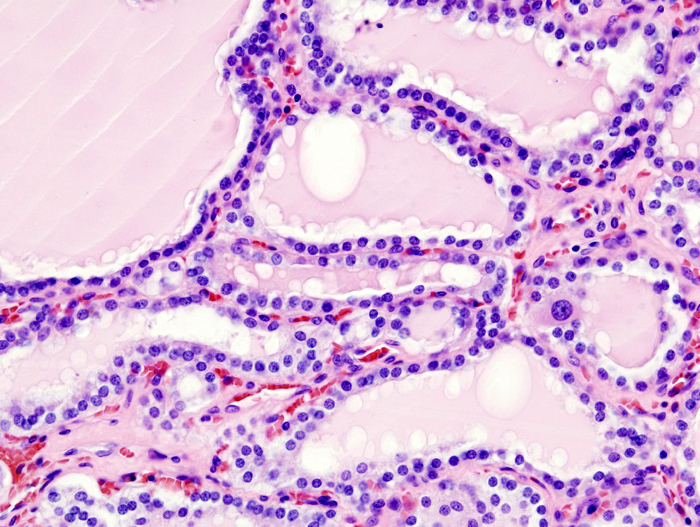
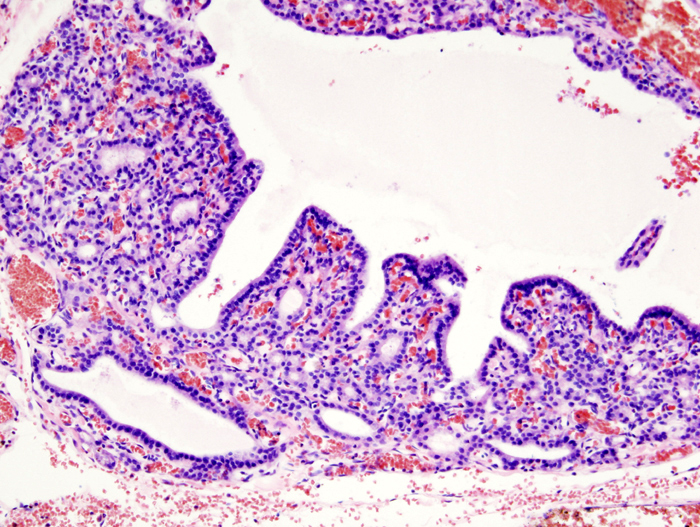